# Pieter Alexander May
Pieter Alexander May (Paramaribo, 1 mei 1866 – 12 september 1948) was een Surinaams journalist en politicus.
Hij werd in 1901 tijdelijk directeur van de Surinaamsche Handelsvennootschap en later was hij daar directeur. In 1913 behoorde hij tot de oprichters van de Sociale Studiekring.
In 1912 werd May bij tussentijdse verkiezingen verkozen tot lid van Koloniale Staten maar twee jaar later stapte hij alweer op. In 1918 werd hij opnieuw verkozen en twee jaar later stapte hij opnieuw op. Van 1922 tot 1932 en van 1933 tot 1938 was hij opnieuw Statenlid.
In 1919 volgde hij H.J. van Ommeren op als redacteur van de krant Suriname. May werd in 1928 veroordeeld tot een gevangenisstraf van 6 weken omdat hij zich in artikelen in de Suriname beledigend had uitgelaten over gouverneur Van Heemstra. In mei 1929 volgde een veroordeling van May tot een boete van 100 gulden voor het beledigen van S.D. de Vries (destijds president van het Hof van Justitie) in een artikel in dezelfde krant. Daarop besloot de eigenaar van die krant dat May niet kon aanblijven waarop A.A. Dragten hem opvolgde. Kort daarna begon May de krant De Banier van Waarheid en Recht waarvan hij de redacteur werd. Deze krant werd gedrukt bij de firma Heyde. Rond 1932 nam May die drukkerij over die verder ging onder de naam Eben Haëzer. Vanaf 1934 was J.C. Sarucco de redacteur bij De Banier zoals de krant ook wel genoemd werd.
May overleed in 1948 op 82-jarige leeftijd. Zijn zoon James Alexander Mac May zette de exploitatie van de drukkerij voort en is eveneens Statenlid geweest.